# Jurre Geluk
Jurre Geluk (Veenendaal, 28 april 1992) is een Nederlandse programmamaker bij BNNVARA. Hij is onder meer bekend van de programma's Spuiten en Slikken, Je zal het maar hebben, Steken en prikken en de rubriek YUNG DWDD van De Wereld Draait Door.

## Jeugd en loopbaan
Geluk groeide op in Veenendaal. In zijn schooltijd sprak hij de stem in voor de animatieserie Speelgoedland en op zijn negentiende was hij understudy in de voorstelling Jersey Boys. Hij studeerde in 2013 hbo af aan de musicalacademie Lucia Marthas Institute For Performing Arts. Na enkele musicalrollen werd hij in 2016 aangenomen bij de BNNVARA Academy in een opleidingstraject voor jong talent. Hier presenteerde hij voor 101.TV.
In Spuiten en Slikken kreeg Geluk eigen webseries, zoals "De Seksmobiel" waarin hij met bekende Nederlanders kijkersvragen beantwoordde in een roze caravan. Ook kwam later Jurre's Date, waarin hij interviews afneemt met mensen met een bepaald beroep of ervaring, passend binnen de thematiek van Spuiten en Slikken. Samen met Emma Wortelboer presenteert Geluk het programma Steken en prikken.
Daarnaast presenteert hij sinds 2018 het programma Je zal het maar hebben, waarin hij jongeren met een aandoening of ziekte ontmoet. Sinds 2022 is hij een van de presentatoren van 3 op Reis. In 2023 deed Geluk mee aan het 23e seizoen van het televisieprogramma Wie is de Mol?, waar hij de mol was.
Hij neemt in 2024 de presentatie van het tweede seizoen van Niet klein te krijgen over van Paul de Leeuw.

## Televisiecarrière
- Spuiten en Slikken (2017-2024)
  - De Seksmobiel
  - Jurre's Date
  - Getest
  - Jurre in de porno[6]

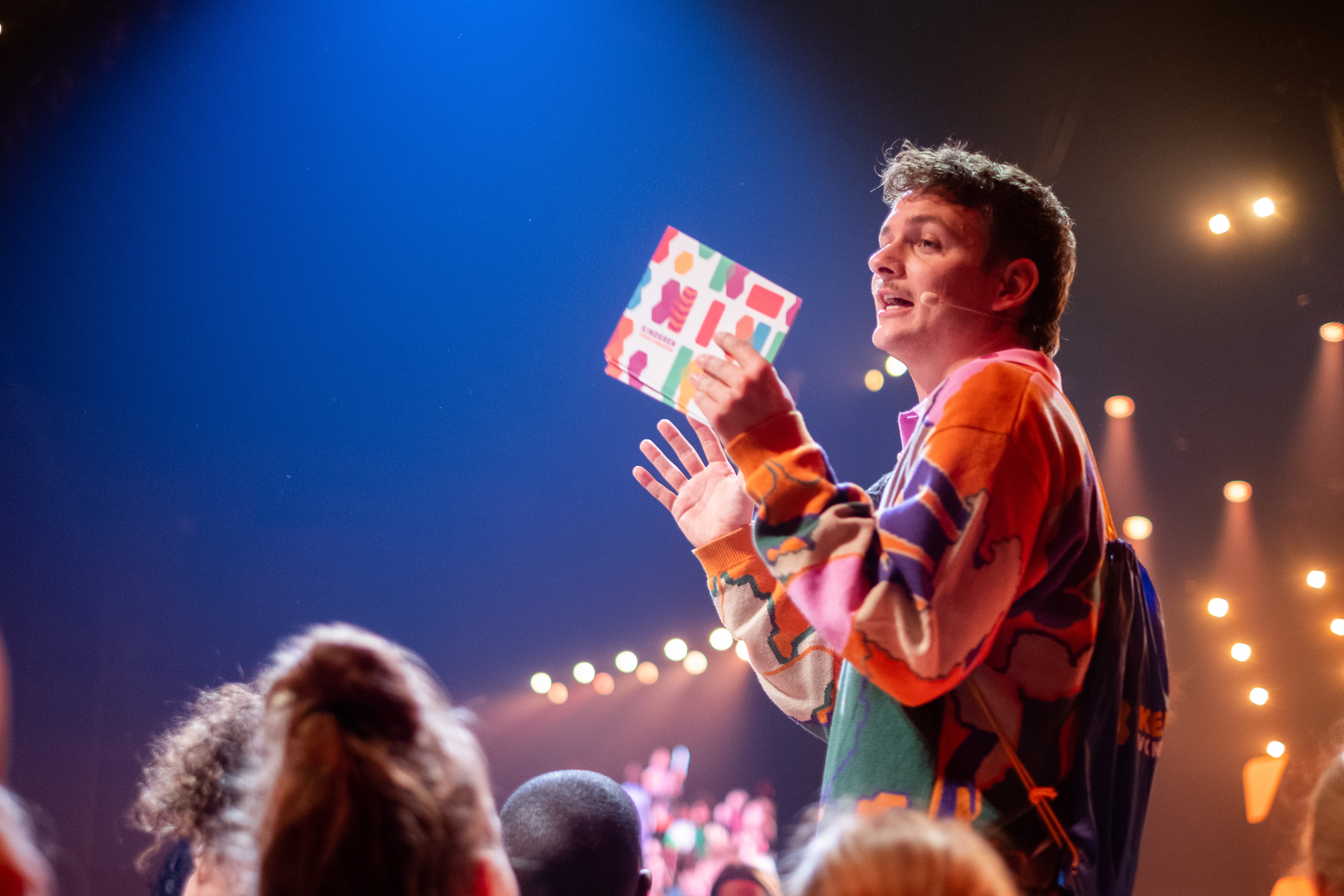
Geluk presenteert Kinderen voor Kinderen 43, 2023

- Je zal het maar hebben (2018-2023)
- De Spuiten en Slikken Sekstest (2018, 2019, 2020, 2021)
- Club Hub (2018-2020)
- 3 op Reis Midweek (2018)
- Lust for Life Test (2019)
- YUNG DWDD (De Wereld Draait Door, 2020)
- Nu we er toch zijn (2020)
- In de Corona-Kreukels (2021)
- De Natuurtest (2021)
- Try Before You Die (2021)
- Steken en prikken (2021-heden) met Emma Wortelboer[7]
  - Steken en prikken: Op vakantie (2023-heden) met Emma Wortelboer[8]
- De Nationale Kaktest (2022)
- 3 op Reis (2022-heden)
- Sekskliniek (2022)
- Kinderen voor Kinderen De grote show (2023)
- Proefkonijnen (2024)
- Make Up Your Mind (2024)

## Privé
Geluk woont in Amsterdam. Sinds 2022 is hij verloofd met zijn vriend.
Willem Nijholt (1980, 1981) · Leoni Jansen (1982) · Willem Ruis (1983, 1984) · Edwin Rutten (1985, 1986) · Ati Dijckmeester (1985, 1986) · Ron Brandsteder (1987) · Simone Kleinsma (1987) · Sonja Barend (1988) · Herman van Veen (1990) · Youp van 't Hek (1991) · Sylvia Millecam (1992) · Erik van Muiswinkel (1992) · Henk Westbroek (1992) · Coen Flink (1993) · Frank Groothof (1994) · Willem Ekkel (1994) · Peter Tuinman (1994) · Harry van Rijthoven (1994) · Carola Hamer (1994) · Paul de Leeuw (1995, 1996) · Menno Bentveld (1997) · Joep Onderdelinden (1998, 2020) · Marcel Faber (1998) · Aldith Hunkar (1999) · Marscha de Haan (2000) · Neel Brands (2000) · Maud Hawinkels (2001) · Klaas van der Eerden (2002, 2003, 2004) · Claudia de Breij (2004, 2005, 2009, 2012) · Jochem Myjer (2006) · Isolde Hallensleben (2007) · Jack van Gelder (2008) · Ali B (2008) · Frank Evenblij (2009) · Sara Kroos (2011) · Lex Uiting (2013, 2014, 2015, 2016, 2017) · Dolores Leeuwin (2013) · Dieuwertje Blok (2014) · Milouska Meulens (2015) · Anne Appelo (2018, 2019, 2020) · Pepijn Gunneweg (2018, 2019) · Plien van Bennekom (2020) · Kiefer Zwart (2020) · Ridder van Kooten (2020, 2021) · Esmée van Kampen (2021) · André Dongelmans (2021) · Jurre Geluk (2023)